# چرتالا
چرتالا (به انگلیسی: Cherthala) یک منطقهٔ مسکونی در هند است که در بخش الاپوژا واقع شده‌است. چرتالا ۱۶٫۱۸ کیلومتر مربع مساحت و ۴۵٬۸۲۷ نفر جمعیت دارد و ۲ متر بالاتر از سطح دریا واقع شده‌است.